# Amilaps mayana
Amilaps mayana Maddison, 2019 è un ragno appartenente alla famiglia Salticidae.
È l'unica specie nota del genere Amilaps.

## Distribuzione
Gli esemplari di questa specie sono stati rinvenuti in Messico e in Guatemala.

## Tassonomia
Dal 2019 non sono stati esaminati altri esemplari, né sono state descritte sottospecie al 2022.